# 330反服貿遊行
330反服貿遊行又被稱作330凱道集結行動，是指在2014年3月30日台灣太陽花學運期間，由占領國會事件的抗議學生與公民團體號召支持群眾前往凱達格蘭大道與周圍地區表達反服貿訴求的活動。而由於活動呼籲參與示威遊行的民眾穿著黑色衣服作為標記，因此也被許多媒體以「黑衫軍」或「黑潮」稱呼。其標語為：「捍衛民主、退回服貿、人民站出來！」

## 事前

### 號召遊行
3月27日下午3時，學生代表陳為廷宣布擴大抗爭行動並且號召民眾在3月30日前往凱達格蘭大道示威遊行，並且持續到當日晚間7時後轉回立法院持續抗爭。之後林飛帆則發表演講表示包括330反服貿遊行和佔領立法院的行動沒有訂定結束時間，號召所有支持在3月30日民眾共同佔領凱達格蘭大道、中山南路到立法院等路段以要求政府正視學生訴求，並且提到：「現在快要撐不下去的，不是我們，是馬政府！我們看你還能夠撐多久，這是在國會議場裡面，國會內外，所有的學生，所有的人民，再一次向馬政府宣戰！」之後林飛帆在接受採訪時則表示整起遊行行動最好的情況就是能夠從凱達格蘭大道延伸到立法院週遭，而當天若有任何推擠衝突或主暴力行動的話則希望警方予以制止。
雖然抗議學生沒有申請路權而僅事先告知臺北市政府警察局中正第一分局，之後原本為「MIT市集」而申請路權的民主進步黨則在下午同意將3月30日凱達格蘭大道的路權轉讓給抗議學生，並且獲得臺北市政府警察局中正第一分局同意以合併舉行活動的方式進行。其中申請路權者變更為環保人士蔡中岳，預估參與人數也由原先的3,000人變為10萬人。不過由於交通部中央氣象局預測3月30日當天現場可能會下雨，這使得抗議學生保守估計將會有10萬名群眾參與這次活動。其中主辦單位還組織300名糾察隊成員以及50名醫療團隊成員支援現場，並且呼籲參與群眾穿著黑色服裝以作為標誌。

### 各方回應
民主進步黨發言人張惇涵表示民主進步黨主席蘇貞昌將以公民身分出席，期間也禁止任何民主進步黨成員穿著政黨服裝或者駕駛宣傳車。而在3月28日上午10時，行政院院長江宜樺召開記者會表示號召運動者應該負起社會責任以及讓計畫圓滿落幕，接著再度提到在占領行政院的行動中警方受傷人數較多以及強制驅離有其必要性。時任臺北市市長郝龍斌在3月28日上午參加「設計之都」簽約儀式上，則表示尊重學生權利但希望後者保持和平理性，並且提醒警方面對學生時要採取「軟處理」的態度。
為了這次的集會抗議遊行使得內政部警政署和國防部憲兵指揮部分別調動部屬6,000名警力和1,000名兵力，另外也有17名檢察官前往現場待命。此外警方還調派內政部警政署保安警察第一總隊、內政部警政署保安警察第四總隊、內政部警政署保安警察第五總隊以及各縣市警力支援，並且在凱達格蘭大道分成三層戒備以及於中華民國總統府附近安排鎮暴水車和鐵絲網路障。而臺北市政府警察局則強調抗議群眾若超過申請所提到的在3月30日凌晨0時解散、或者有人特意在現場鬧事的話，警方將會主動清除干擾並且不排除採取強制驅離行動。

### 遊行前夕

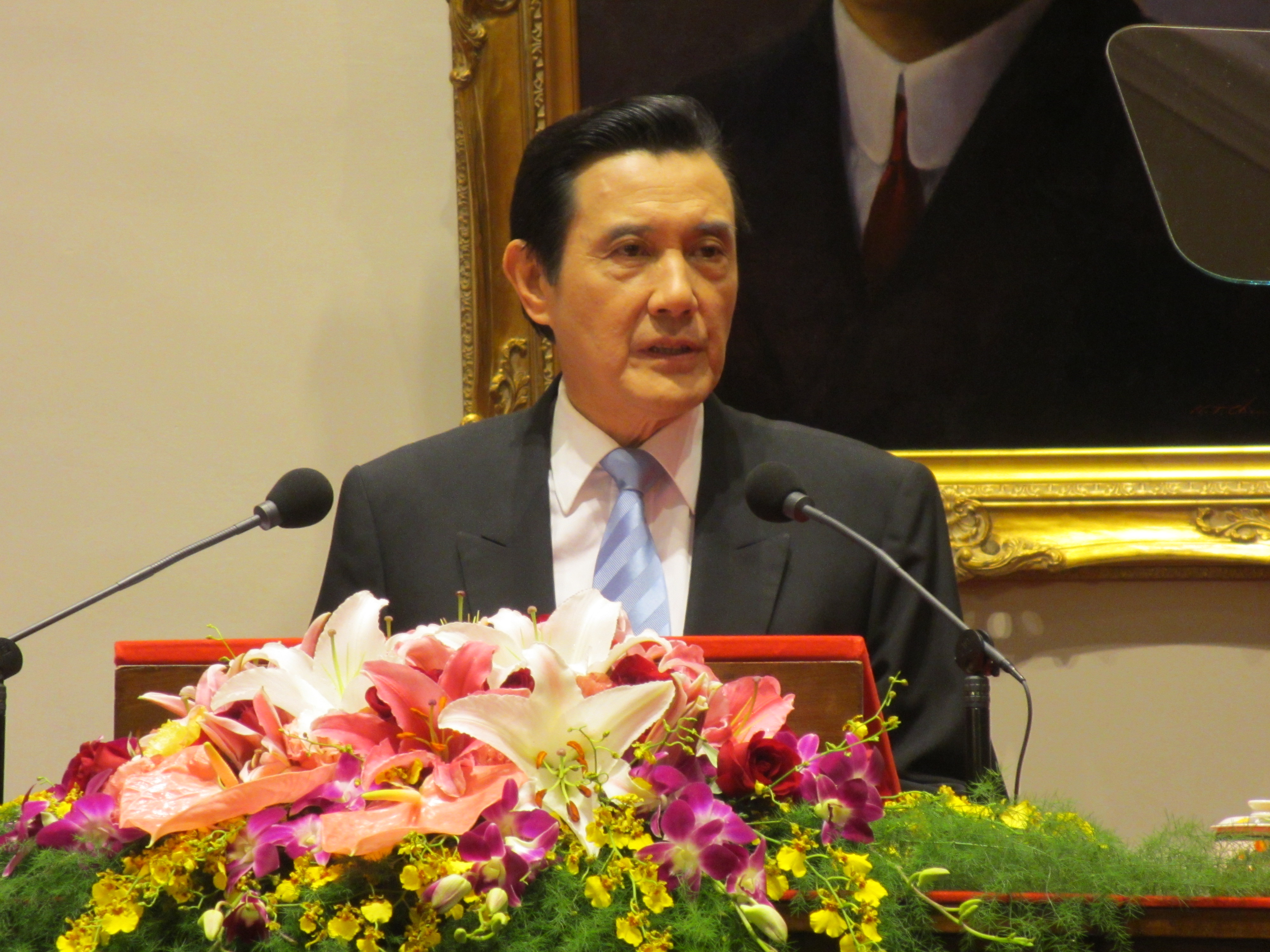
馬英九在3月29日時召開記者會回應學生訴求。

對於網際網路上傳出抗議團體發放500元給學生參加遊行活動，陳為廷在3月29日時出面澄清表示主辦單位絕對不會發動走路工並且呼籲不要透過這種方式進行動員，而希望抗議群眾都是自主決定參與行動。而有關新聞媒體報導學生代表與黃國昌和大學校長會面並且討論活動和平退場的可能性，學生代表林飛帆則當天下午5時召開記者會否認這一說法，而黃國昌也出面表示其透過《風傳媒》得知此一傳聞是來自中華民國總統府向記者解釋記者會延至下午6時的說法。另外評論家朱學恒也在3月29日上午於Facebook上否認承攬330反服貿遊行的黑色T恤，並且表示將在行動當天參加遊行活動。
下午6時馬英九則是召開了中外記者會以應對抗議學生所提出的要求，其中他表示支持海峽兩岸協議監督機制法制化並且能夠與相關協議同時進行，並且要求行政院徵求各界意見並且發表整體影響評估。而中華民國總統府對於立法院決議將《海峽兩岸服務貿易協議》退回委員會表示尊重，並且會招集各方學者就是否召開公民憲政會議聽取意見，但是強調政府基於未來的經濟規劃將不會退回《海峽兩岸服務貿易協議》。另外對新聞媒體質疑其如何化解外界對《海峽兩岸服務貿易協議》過於親近中國的疑慮，馬英九則表示自己在看過許多網友評論和懶人包後無法接受有關其「親中賣臺」的指控。另外在記者會上也有新聞媒體質疑馬英九因為民調低落使得民眾不相信政府政策，對此馬英九則回應《海峽兩岸服務貿易協議》對於臺灣有重要優勢而應該獲得通過。
到了晚上10時30分，學生代表林飛帆表示雖然馬英九在回應中對於抗議訴求有善意回應，但是對於其已經明確拒絕「先立法、再審查」這一核心要求感到遺憾。之後他表示由於學生4項訴求都沒有獲得具體實質承諾而將會繼續進行遊行活動，並且強調3月30日於凱達格蘭大道示威遊行後如果馬英九政府仍然對於抗議學生的4項訴求沒有實質回應的話，將會繼續堅持佔領立法院議場。而陳為廷則表示馬英九不理解學生訴求而重新提及過往論點，認為這次記者會的承諾並沒有回應應有的誠意。

## 經過

### 議場留守
3月30日上午6時30分，700多名來自高雄市的聲援學生便搭乘18輛遊覽車前往臺北市參與抗議行動。上午11時30分，學生領導人林飛帆在立法院議場內對場內抗議學生表示學生幹部將會輪流留守立法院，並且透過大螢幕關心凱達格蘭大道現場的活動狀況。同時其呼籲參與330反服貿遊行的抗議群眾應該保持和平與非暴力的立場，並且在活動結束之後立刻返回立法院。他也表示如果民眾不願意遵從指示的話可以退出活動而自行發起其他行動，另外如果有示威群眾因故遭到逮捕的話決策小組也會派出律師團前往警察局協助偵訊。
而立法院外部一早便有許多身穿黑衣的支持民眾不斷聚集，期間除了反對《海峽兩岸服務貿易協議》的支持者輪番在發言臺上喊話外，也有年長人士出面勸阻抗議學生應該盡早回家。另外黑色島國青年陣線總召魏揚的父親魏貽君、母親楊翠以及其他守護學生教師連線成員也在立法院議場外發言，並且宣布要進入議場為學生留守。另外民主進步黨立法院黨團也在上午召開記者會，呼籲執政黨不要在下午的示威遊行活動中安排人士前往現場惹事。其中立法委員陳唐山表示當前政府應該思考為何有許多民眾願意參與遊行活動，而尤美女則批評為何要針對合法的集會遊行派出憲兵特勤隊以及鎮暴警察待命。

### 人潮聚集

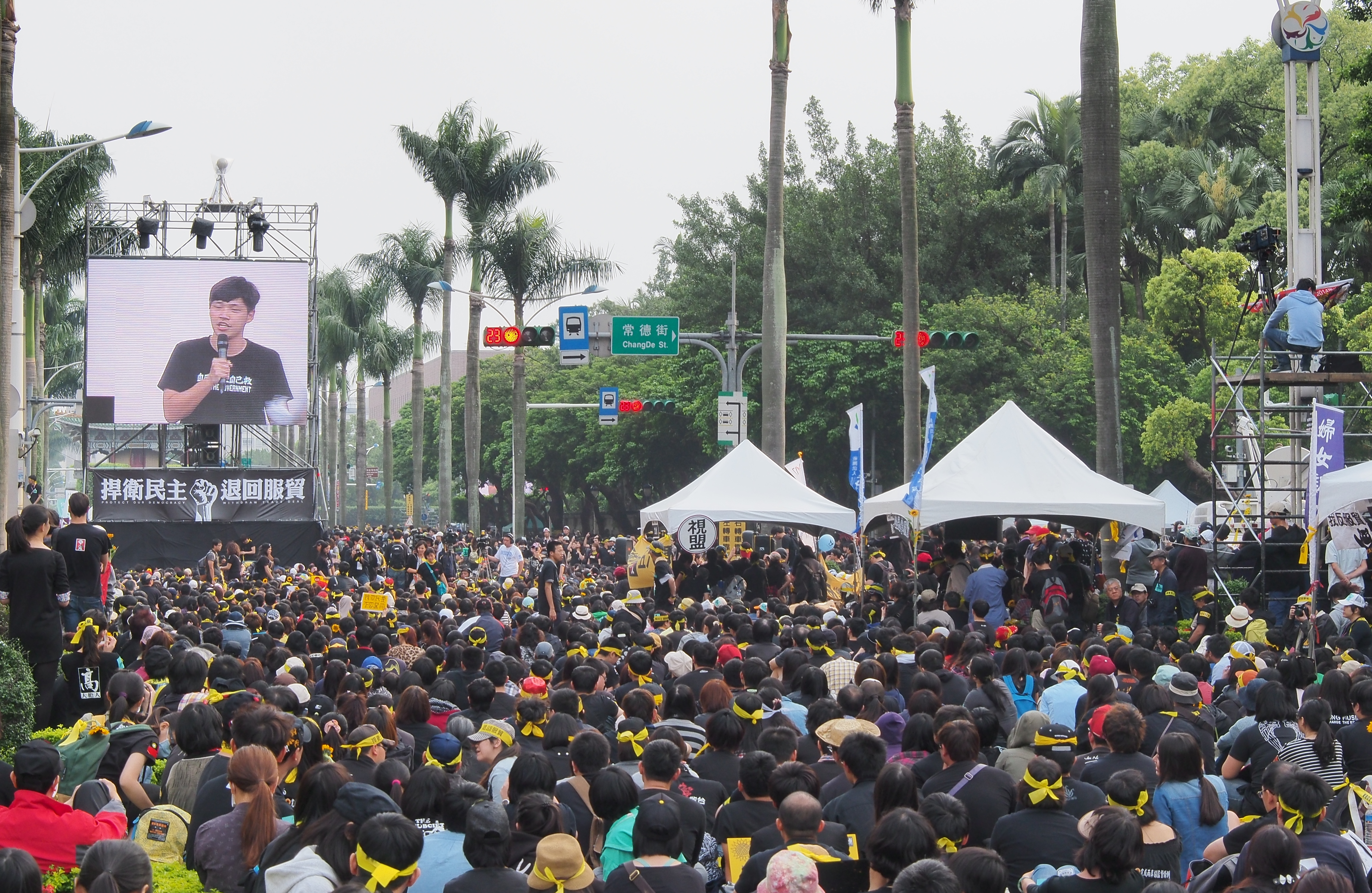
學生代表陳為廷正在舞台進行演講。

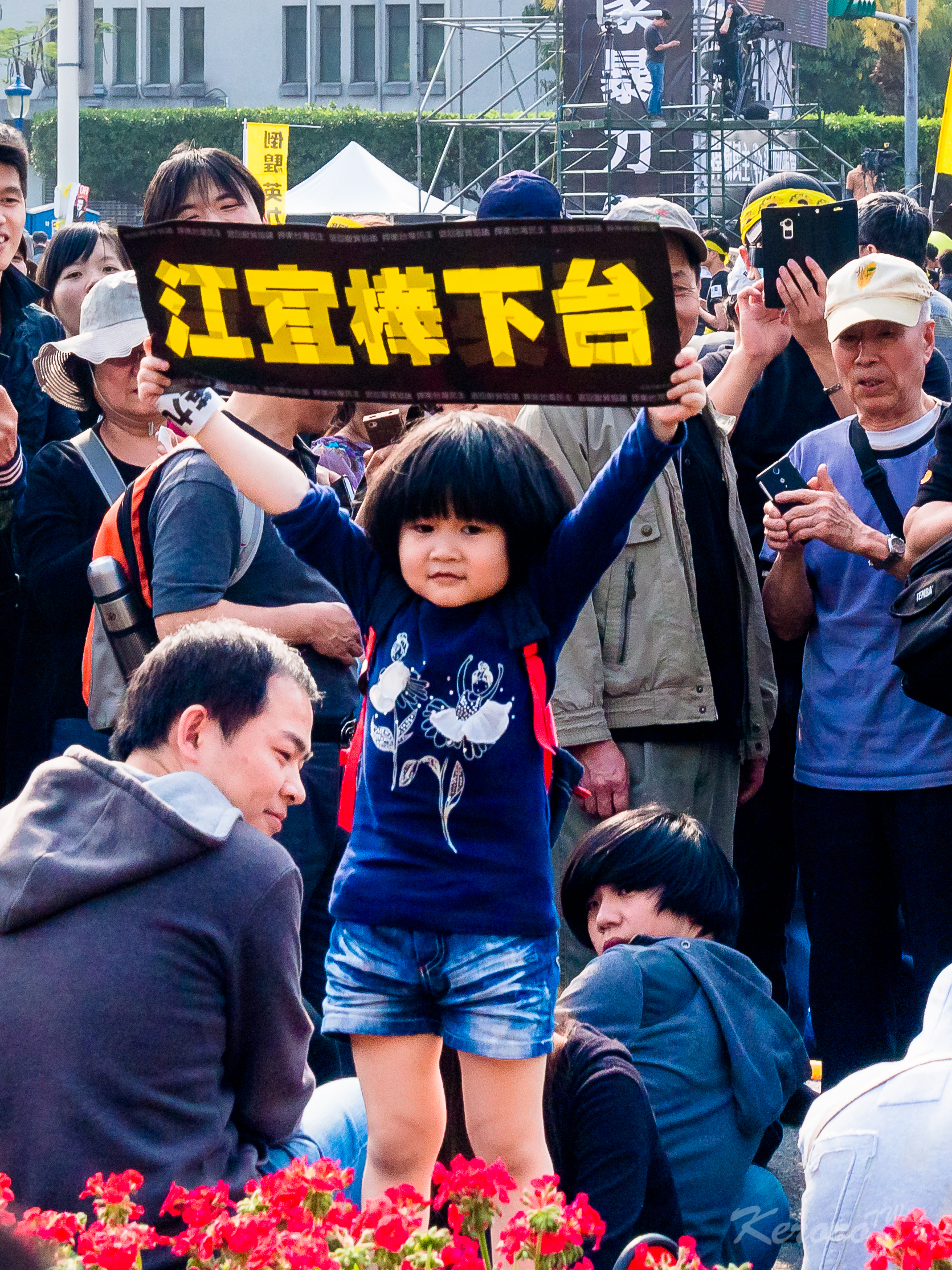
330大遊行的呼籲之一

到了下午身穿黑色衣服的抗議民眾則陸陸續續進駐凱達格蘭大道，而主辦單位則在現場設置3個大型舞臺以對於之後活動進行準備。下午2時，主辦的學生團體表示凱達格蘭大道現場聚集的人數已經有35萬人，不過此時臺北府城東門周邊還能空出急救通道。隨後抗議民眾陸陸續續前往周遭地區聲援，這使得包括附近的中正紀念堂自由廣場、臺北府城東門、仁愛路和信義路路段也聚集了抗議群眾。在下午3時25分，林飛帆則宣布參與330反服貿遊行的人數已經達到50萬人，這使得包括立法院周遭的中山南路、濟南路和青島東路路段也因而聚集許多群中，同時他也提到馬英九應該盡早回應抗議學生所提出的退回《海峽兩岸服務貿易協議》、制定審查機制、先立法再審查以及召開公民憲政會議之訴求。不過在群眾逐漸集結的過程中，有12人在因為炎熱氣候昏倒後被送至附近醫院急救。
而由於事前陳為廷等多名幹部已經收到威脅簡訊並且陸陸續續向警方報案，使得臺北市政府警察局中正第一分局在接獲相關情資後已經派遣貼身保鑣保護陳為廷和林飛帆。不過儘管警方嘗試避免發生不滿的群眾攻擊抗議學生之衝突，下午3時30分陳為廷在從立法院正搭車前往凱達格蘭大道時遭到一名身穿反《海峽兩岸服務貿易協議》黑衫的不明男子丟擲畫框攻擊，隨後該男子則以紙板遮住樣貌並且快步離開現場。之後陳為廷上臺演講時表示一群平均年齡不到25歲的學生成功應對「可以掌握每個毛細孔的國家機器」，並且引用了蔣渭水的名言「同胞要團結，團結真有力！」之後陳為廷回到立法院議場接受新聞媒體採訪時，則呼籲馬英九政府應該迅速解決相關問題並且避免民眾激化。

### 反對行動
反對反《海峽兩岸服務貿易協議》行動的公民正義聯盟在同一天於台北車站東三門集結，呼籲抗議學生應該盡快撤離立法院議場並且讓《海峽兩岸服務貿易協議》討論理性化。之後公民正義聯盟一度與聚集在中山南路和忠孝西路路口的反對《海峽兩岸服務貿易協議》群眾發生口角衝突，之後反對反《海峽兩岸服務貿易協議》行動的抗議群眾退回台北車站繼續集會。

### 晚會結束

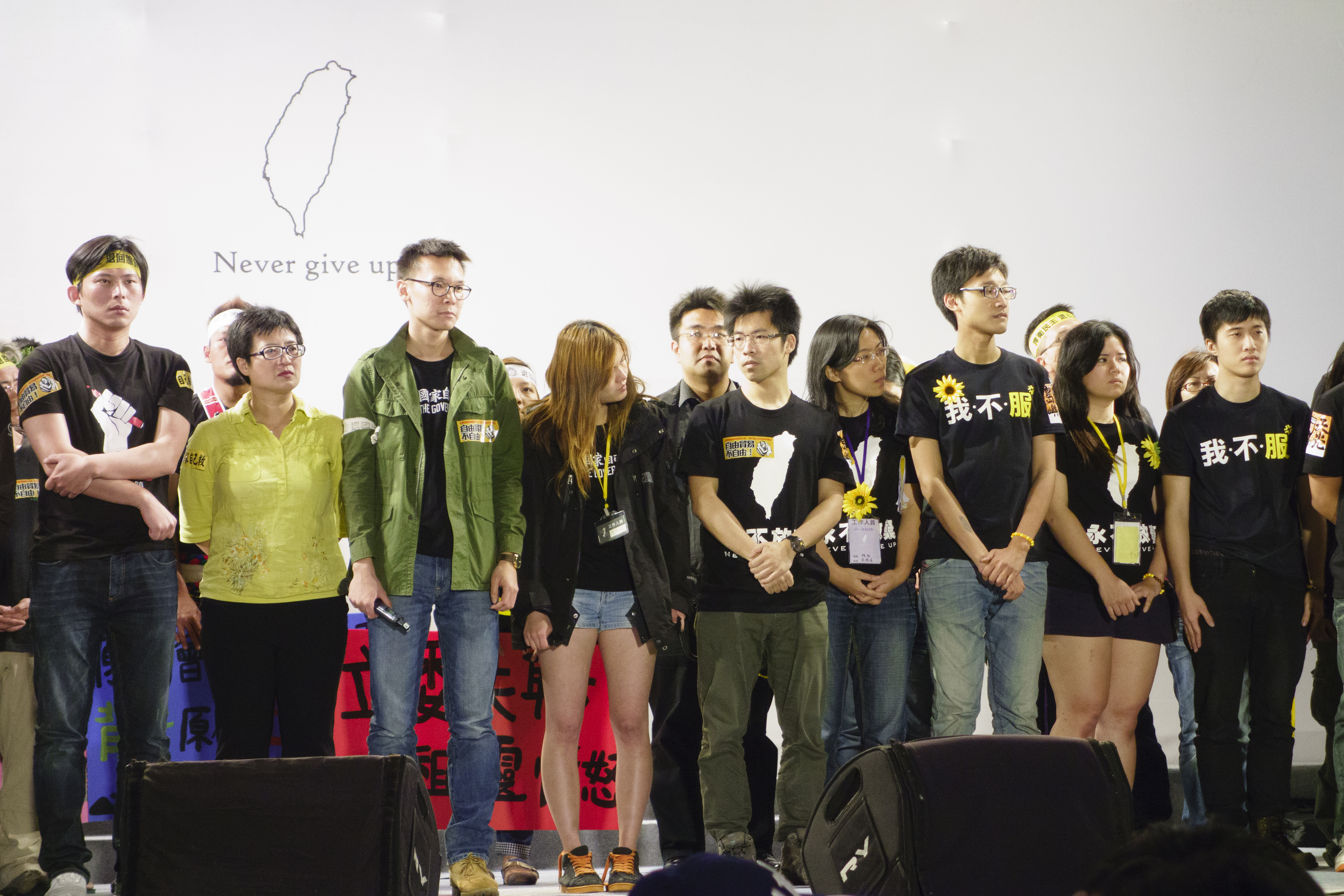
學生代表林飛帆等人共同集結至主舞臺上。

在下午5時，林飛帆則在3名學生保護下離開立法院並從濟南路步行至林森南路街口，而仍留在濟南路上的示威群眾則沿路拍手歡迎。在搭乘計程車離開前林飛帆表表示有責任將抗議群眾帶回立法院，並且提到「若真被攻擊，也只能承擔」。到了晚上7時，滅火器樂團則應邀並安排在最後演唱為太陽花學運創作的《島嶼天光》，並且播放在不久前於立法院拍攝製作的音樂影片。到了7時30分，林飛帆則登上了在凱達格蘭大道搭建的主舞台，除了再度要求馬英九應該要參考民眾意見以及做出具體承諾外，並且發表長約17分鐘的演講表示：「在國會議場裡面我們待了13天，留過淚，受進內心煎熬，很多夥伴都說過，好想回家，但是我們堅持住了，沒有回家，我們在寫歷史。……人民就是這個國家的總指揮，我們要指揮的對象、就是一個已脫序的政府，馬總統，請你接受人民的指揮！」
稍後林飛帆表示由於馬英九始終沒有對學生訴求做出具體承諾，這使得佔領立法院的行動還沒辦法停止而抗議學生將繼續持續抗爭。接著他要求聚集在凱達格蘭大道的民眾「認識並留下周遭七個人的電話，從星期一到星期日排班到國會報到」，藉此方式來鞏固並且凝聚群眾參與熱度。最後林飛帆鞠躬感謝群眾的支持並且呼籲馬英九聽取意見而做出具體承諾，而在下臺前他還帶領群眾呼喊「退回服貿，捍衛民主，先立法，再審查，人民站出來，臺灣有未來」的口號。最後在晚上7時45分，於凱達格蘭大道等地進行的330反服貿遊行宣告結束。
而主辦單位在結束時要求參與群眾隨手撿拾垃圾離去，另外也有部分群眾隨後跟進轉入立法院周遭路段。之後學生義工開始整理路邊行人垃圾桶並且進行分類，而在臺北市政府環境保護局派員前往現場清除垃圾後包括凱達格蘭大道、中山南路、中正紀念堂自由廣場、臺北府城東門、仁愛路和信義路路段1小時內便淨空且能夠開放通車。而在晚上10時，中華民國總統府發言人李佳霏轉述馬英九談話表示後者肯定今天活動和平理性且順利結束，而對於在場抗議群眾的訴求也有經過仔細審思。但是對於林飛帆要求學生排班以繼續佔領立法院則是希望抗議群眾能夠尊重憲政體制，盡早撤出立法院議場以讓國會恢復正常運作。

## 影響

### 人數估計

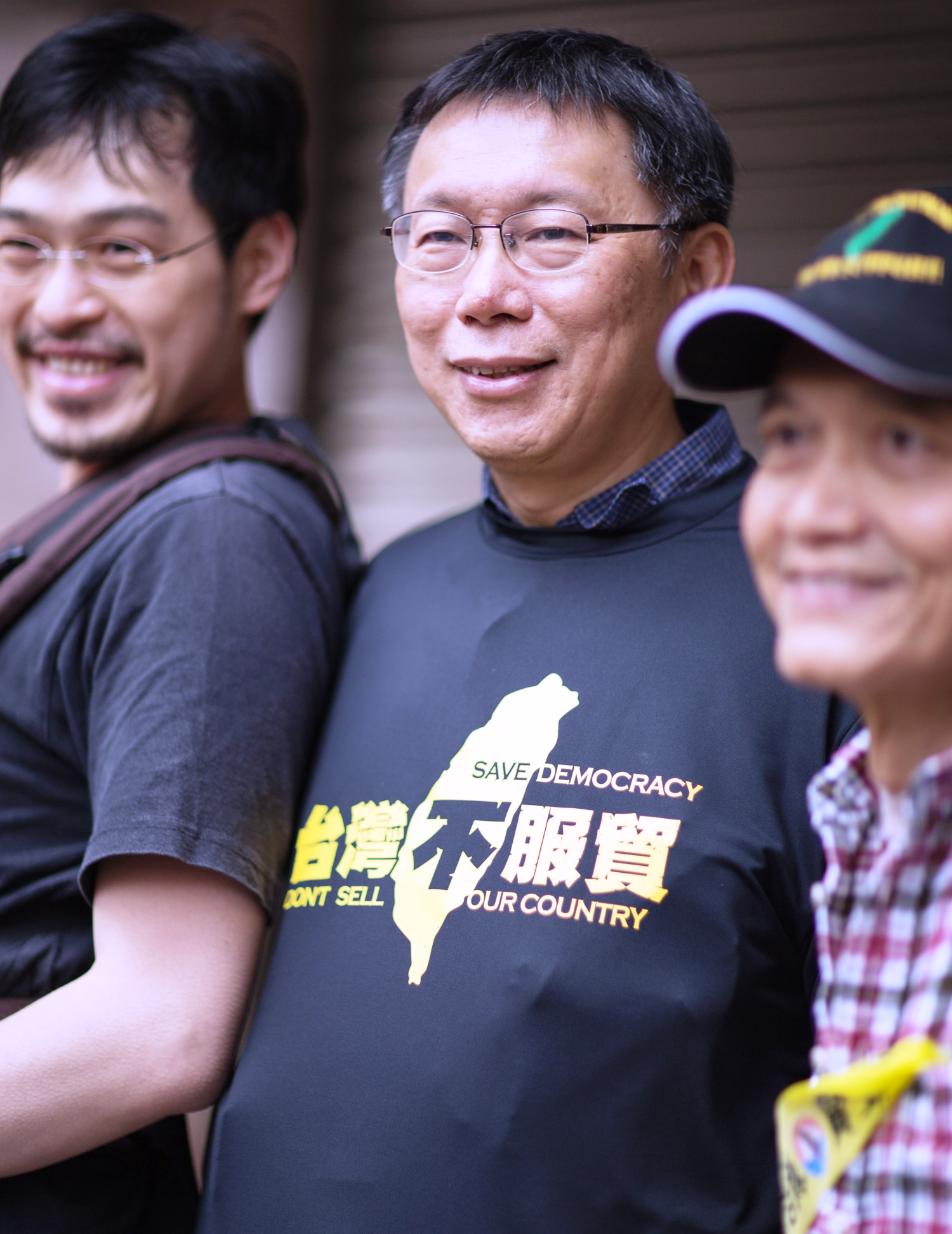
參加反服貿保民主大遊行的國立臺灣大學醫學院附設醫院創傷醫學部主任（後來的臺北市市長）柯文哲

這次遊行活動造成主要場地凱達格蘭大道以及周遭的忠孝東路、仁愛路、中山南路、信義路前段、公園路、常德街也因而聚集人潮，其中由於天氣比預期地還要晴朗使得參與示威的人數遠遠超過原先各界的預估。在當天下午2時，抗議學生便宣布現場已經聚集35萬名示威群眾；而到了下午3時25分，學生代表林飛帆便宣布已經有超過50萬名群眾參與活動。另外黑色島國青年陣線也在Facebook粉絲團頁面上則預測凱達格蘭大道現場人數將會接近70萬人，同時台灣高速鐵路也因為抗議民眾而遭到塞滿。而根據臺北捷運公司在當天下午4時的流量統計則指出當時台大醫院站和中正紀念堂站運量約12.3萬人次，比3月16日所統計的流量增加約7.1萬人。
不過在內政部警政署則表示警方藉由被廣泛於美國、大韓民國、菲律賓、泰國、新加坡以及馬來西亞廣泛使用的赫伯特·雅各布斯計算方法，並且經現場目視觀察、考量民眾主要採靜坐方式以及不同場所人數疏密等因素，最後以每平方公尺內平均人數3人進行計算。其中內政部警政署在下午2時估算包括凱達格蘭大道約有2.5萬人、中山南路3萬人、立法院6,100人、合計當時共有6.11萬多人參與活動，而臺北市政府警察局在同一時間估算的人數則有8.1萬人左右。而在晚上7時由臺北市政府警察局進行估算後認為活動參與人數共有5.7萬人，其中凱達格蘭大道舞臺至臺北府城東門約3萬人、臺北府城東門至信義路路段約200人、臺北府城東門至仁愛路路段約300人，中山南路臺北府城東門至羅斯福路約200人、中山南路臺北府城東門至忠孝東路約1萬5,500多人，另外立法院周邊則約有1萬800人左右。而警方所估計參與活動人數最多的時候則是接近當天下午4時，當時現場聚集大約11.6萬名示威群眾。
而各家新聞媒體則引用不同來源的參與人數數據，其中《蘋果日報》使用主辦單位所預估的50萬人數字、《自由時報》則引用黑色青年陣線粉絲團所提出的朝70萬人增加的預設數字，而《聯合報》和《中國時報》則使用警方所計算的人數而預估總人數不超過12萬人。但是對於警方的所提供的參與人數也引起許多網友的質疑，甚至將2006年時表示聚集100萬人、而臺北市政府警察局估算有36萬人的百萬人民倒扁運動照片比對後認為儘管兩者照片群眾分布密度相當，但是警方對於人數的統計數字卻是相差3倍之多，但是後來又被人踢爆是拿倒扁運動尚未集結時段的照片造假，並非是至少30萬人以上的螢光圍城或天下圍攻等活動高峰；而批踢踢鄉民則是透過官方資料、Google地球和AutoCAD，加入兩側的騎樓面積，同樣以每平方公尺有3人進行計算，推測參與人數約有44.1萬人左右，此外當初倒扁螢光圍城的36萬人也是官方採用目測以及扣掉騎樓人數的計算結果，造成這兩項抗爭運動的人數差距尚有爭議。對此國民黨立委蔡正元表示這次集會採用席地靜坐方式，因此儘管人數看起來壯觀、但是實際參加人數反而較少。

### 活動評價
美聯社在報導中表示330反服貿遊行是馬英九自2008年上任以來，其透過簽署經濟協議方式使得臺灣與中國大陸更為親密之政策所遭遇最為嚴重的抗爭行動。而馬英九在3月31日接見40多名工商界代表時對於遊行活動和平結束感到欣慰，並且認為這次活動中學生展現高度熱忱、並且基於其努力使民眾看到對於民主的堅持而應該給予肯定。不過中天電視在新聞報導中質疑活動大會服務處為了辦活動所需的舞台、帳篷而實施募捐活動的行為未經過事前申請，並且可能已經涉嫌違反《公益勸募條例》的相關規定。對此抗議學生則強調活動不收現金或者是捐款，而其主要資金來源則是由非政府組織台灣守護民主平台收取募款後提供。

## 外部連結
- （繁體中文） 挺、反服貿拚場